# El Arenal (Loja)
El Arenal ist eine Ortschaft und eine Parroquia rural („ländliches Kirchspiel“) im Kanton Puyango der ecuadorianischen Provinz Loja. Die Parroquia besitzt eine Fläche von 28,59 km². Beim Zensus 2010 wurden 981 Einwohner gezählt. Für das Jahr 2015 wurde die Einwohnerzahl auf 1018 geschätzt.

## Lage
Die Parroquia El Arenal liegt in den Ausläufern der westlichen Anden im Südwesten von Ecuador. Die Quebrada Cochurco entwässert das Areal nach Nordwesten zum Río Puyango. Entlang der südlichen Verwaltungsgrenze verläuft ein bis zu 1766 m hoher Höhenkamm in Ost-West-Richtung. Der tiefste Punkt in der Parroquia liegt auf einer Höhe von etwa 710 m. Der etwa 900 m hoch gelegene Hauptort El Arenal befindet sich 7,5 km nordöstlich vom Kantonshauptort Alamor. Eine knapp 8 km lange Nebenstraße verbindet El Arenal mit weiter westlich verlaufenden Fernstraße E25 (Arenillas–Zapotillo).
Die Parroquia El Arenal grenzt im Osten an die Parroquia Vicentino, im Süden an die Parroquia Mercadillo, im Westen an die Parroquia Alamor sowie im Norden an die Parroquia Ciano.

## Orte und Siedlungen
In der Parroquia gibt es neben dem Hauptort noch 8 Barrios.

## Geschichte
Die Gründung der Parroquia El Arenal wurde am 3. August 1988 im Registro Oficial N° 992 bekannt gemacht und damit wirksam.